# Болеро (музичка група)
Болеро је босанскохерцеговачка рок група која је основана 1982. године у Сарајеву. Назив групе потиче од истоименог дела француског композитора Равела. Иако је група била активна свега неколико година, у том периоду је објавила два студијска албума који су добро прошли код публике.

## Историја
Групу су 1982. године у Сарајеву основали Мирослав Бартулица, Миле Анђелић, Мустафа Чизмић, Зоран Грабовац и Неџад Хаџић. С обзиром да је Хаџић морао у војску, њега је 1985. године привремено заменио Дино Оловчић. Иако је група основана 1982. године, са снимањем се почело тек 1985. године. У периоду 1985—1989. године издали су два албума — На крају славља (1986) и О Јесењину (1988). Из назива другог албума види се да је Бартулици узор био руски песник, а у песмама групе се чак могу чути и делови самог Равеловог Болера.
Иако је први албум изашао новембра 1986. године, представљен је тек у мају 1987. године. Упркос томе, продат је у око 150.000 примерака. Други албум је продат у готово 100.000 примерака, и њега, за разлику од првог, одликују меланхолија и сета. На албуму је гостовао глумац Раде Шербеџија. Вероватно најпознатија песма на албуму јесте Јелена, а албум је представљен и промовисан на великом концерту пред сарајевском катедралом.
Група се разишла 1989. године, а њени чланови су, услед неприлика широм Југославије, избегли у различите државе. Након разлаза, Бартулица је остао у Ливну, где је снимио кантауторски албум Лудник.
Чланови групе су се 2006. године састали у Сплиту и снимили сингл Босна у басни, покушавши тиме да поново оформе групу, али су покушаји били неуспешни.
Године 2010. активирана је идеја о поновном покретању групе, а одлучено је да нови назив групе буде Група.Болеро-реунион. Следеће године издали су сингл Диспертанго, чији је циљ био најава повратка групе, али, као и 2006. године, и овога пута је поновно окупљање прошло неуспешно. Током бројних покушаја да се врати на сцену, група је 2013. године остала без бубњара Грабовца, који је у том периоду умро.
Исте године је група одржала два концерта — у Ливну и Сарајеву — и тиме означила повратак на сцену. Састав групе се прилично променио — од оригиналне поставе остали су само Бартулица и Чизмић, док су нови чланови били Ведран Калинић, Дамир Синановић и Дино Оловчић.
Дана 2. децембра 2016. године, група се поново вратила на сцену са својим оригиналним именом, када је одржала хуманитарни концерт у Скендерији.

## Чланови

### Тренутни чланови
- Мирослав Мишо Бартулица (гитара, помоћни вокал, текстописац)
- Антонио Поповић Тони (вокал)
- Ведран Калинић (бас)
- Дамир Синановић Бумбар (бубањ)
- Дино Оловчић (клавијатуре)

### Бивши чланови
- Милорад Миле Анђелић (вокал)
- Зоран Грабовац Грабо (бубањ)
- Неџад "Неле/Нећко" Хаџић (клавијатуре)
- Мустафа Чизмић Чизма (бас/вокал)

## Дискографија

### Студијски албуми
- На крају славља (1986)
- О Јесењину (1988)

### Остали албуми
- Лудник (2005)

### Синглови
- Босна у басни (2006)
- Диспертанго[3] (2011)